# Саут Фармингдејл (Њујорк)
Саут Фармингдејл (енгл. South Farmingdale) насељено је место без административног статуса у америчкој савезној држави Њујорк.

## Демографија
По попису из 2010. године број становника је 14.486, што је 575 (-3,8%) становника мање него 2000. године.
| Група             | 2000.          | 2010.          |
| Белци             | 13.437 (89,2%) | 12.025 (83,0%) |
| Афроамериканци    | 119 (0,8%)     | 205 (1,4%)     |
| Азијати           | 479 (3,2%)     | 653 (4,5%)     |
| Хиспаноамериканци | 888 (5,9%)     | 1.454 (10,0%)  |
| Укупно            | 15.061         | 14.486         |